# Emmanuel Bertin (sportif)
Pour les articles homonymes, voir Emmanuel Bertin et Bertin.
Emmanuel Bertin ou Manu Bertin (19 mars 1963, Toulon) est un sportif français, connu pour avoir popularisé le kitesurf dans les années 1990.
Alors champion de planche à voile résidant à Hawaii, Manu Bertin popularise une nouvelle discipline de glisse, le kitesurf. Multipliant les essais et les transformations de ses prototypes, il veille également dès le départ à instaurer dans ce sport un esprit respectueux de la nature.
Outre ses innovations techniques, Manu Bertin a réalisé plusieurs « premières » qui ont contribué à faire connaître le kitesurf et les sports nautiques en général : traversée de la Manche, de la Méditerranée et de l'Atlantique, invention de figures diverses et ride sur des vagues célèbres dangereuses.